# Caccodes maculifrons
Caccodes maculifrons es una especie de coleóptero de la familia Cantharidae.

## Distribución geográfica
Habita en Cuba.